# Бунёд
Бунёд (тадж. Бунёд) — село в Дангаринском районе Хатлонской области Республики Таджикистан. Административно относится к джамоату (сельской общине) Лохур Дангаринского района.
Находится на расстоянии 24 км от райцентра (пгт. Дангара) и 20 км от джамоатного центра (с. Таджмахал).
Население — 53 чел. (2017).